# TV Großwallstadt
El TV Großwallstadt és un equip d'handbol fundat el 1888 de la ciutat alemanya d'Aschaffenburg. Competeix a la 1a Divisió de la Bundesliga alemanya, competició que ha guanyat en 6 ocasions.
El seu primer títol fou la Bundesliga de 1978, la qual guanyarien de forma consecutiva tres anys més. També guanyà 2 Copes d'Europa consecutives els anys 1979 i 1980, a les quals cal afegir la Supercopa d'Europa d'handbol de 1980. Posteriorment ha guanyat la Copa EHF de 1984 i la Copa Challenge d'handbol del 2000.

## Palmarès
- 2 Copes d'Europa: 1979, 1980
- 1 Copa EHF: 1984
- 1 Supercopa d'Europa: 1980
- 1 Copa Challenge: 2000
- 6 Lligues alemanyes: 1978, 1979, 1980, 1981, 1984, 1990
- 4 Copes alemanyes: 1980, 1984, 1987, 1989